# Zwarte Water
Zwarte Water (Sorte vand) er en 20 km lang flod  der løber i  provinsen  Overijssel i Holland. Den har sit udspring syd  for Zwolle hvor de to floder Soestwetering og Nieuwe Wetering løber sammen. Zwarte Water løber mod  nord gennem Zwolle og drejer mod nordøst. Floden Vechte løber ud i den nær Hasselt og den fortsætter forbi Zwartsluis før den munder ud i søen Zwarte Meer som hænger sammen med IJsselmeer) nær Genemuiden.
Zwarte Water er ikke en gren af  floden IJssel eller et andet navn på Vecht. Floden er derimod forbundet med IJssel via to kanaler, Willemsvaart (fra begyndelsen af 1800-tallet og ikke længere i brug) og Zwolle-IJssel-kanalen.

52°38′18″N 6°0′45″Ø / 52.63833°N 6.01250°Ø